# Festival international du film de Tokyo 2019
Le Festival international du film de Tokyo 2019, 32e édition du festival, s'est déroulé du 28 octobre au 5 novembre 2019.

## Déroulement et faits marquants
Le 5 novembre 2019, le palmarès est dévoilé : le film danois Uncle (Onkel) de Frelle Petersen remporte le Grand Prix. Le Prix du meilleur réalisateur est remis à Saeed Roustaee pour Just 6.5.

## Jury
- Zhang Ziyi (présidente du jury), actrice
- Bill Gerber, producteur
- Julie Gayet, actrice
- Michael Noer, réalisateur
- Ryūichi Hiroki, réalisateur

## Sélection

### En compétition internationale
- Advantages of Travelling by Train (Ventajas de Viajar en Tren) de Aritz Moreno  Espagne
- Atlantis de Valentyn Vasyanovych  Ukraine
- A Beloved Wife de Shin Adachi  Japon
- Chaogtu with Sarula de Wang Rui  Chine
- Disco de Jorunn Myklebust Syversen  Norvège
- Food for a Funeral de Reis Çelik  Turquie
- Just 6.5 de Saeed Roustaee  Iran
- La Llorona de Jayro Bustamante  Guatemala
- Mañanita de Paul Soriano  Philippines
- Nevia de Nunzia De Stefano  Italie
- Seules les bêtes de Dominik Moll  France
- Tezuka's Barbara de Macoto Tezka  Japon
- Vers la bataille de Aurélien Vernhes-Lermusiaux  France
- Uncle (Onkel) de Frelle Petersen  Danemark

## Palmarès

### Compétition internationale
- Grand Prix : Uncle (Onkel) de Frelle Petersen
- Prix spécial du jury : Atlantis de Valentyn Vasyanovych
- Prix du meilleur réalisateur : Saeed Roustaee pour Just 6.5
- Prix de la meilleure actrice : Nadia Tereszkiewicz pour son rôle dans Seules les bêtes
- Prix du meilleur acteur : Navid Mohammadzadeh pour son rôle dans Just 6.5
- Prix du meilleur scénario : Shin Adachi pour A Beloved Wife
- Prix du public : Seules les bêtes de Dominik Moll